# Victoriopisa chilkensis
Victoriopisa chilkensis is een vlokreeftensoort uit de familie van de Eriopisidae. De wetenschappelijke naam van de soort is voor het eerst geldig gepubliceerd in 1921 door Charles Chilton.